# 4279 De Gasparis
4279 De Gasparis је астероид главног астероидног појаса чија средња удаљеност од Сунца износи 2,363 астрономских јединица (АЈ).
Апсолутна магнитуда астероида је 14,4.